# Saison 2 de Un, dos, tres
Chronologie
Saison 1 Saison 3
Cet article présente le guide des épisodes de la deuxième saison de la série télévisée espagnole Un, dos, tres.
Remarque : Le format des épisodes diffère de la chaine de diffusion d'origine à la France : certains épisodes VF contiennent une partie de deux épisodes VO différents. En Espagne, la deuxième saison comporte 14 (80 min) épisodes contre 21 (50 min) en France. De fait, Il est impossible de donner les titres originaux des épisodes répertoriés ici.

## Généralités
- En Espagne, cette saison est diffusée à partir du 18 septembre 2002 sur Antena 3[1].
- En France, depuis le 28 avril 2004 sur M6[2], toujours au rythme de deux épisodes chaque mercredi après-midi jusqu'au seizième épisode[3]. La chaine rediffuse ensuite la série depuis le début mais désormais du lundi au vendredi en avant-soirée, puis termine la diffusion de la saison 2 du 11 août 2004[4] au 17 août 2004[5]. Les épisodes sont remontés et de nombreuses scènes sont coupées afin de correspondre au format standard de 52 minutes[6].
- Deux nouveaux personnages principaux intègrent la série : Marta Ramos (Dafne Fernández), petite sœur d'Adela, se présente aux auditions, et Jerónimo « Jero » Ruiz (Raúl Peña) arrive directement en deuxième année. Satur Barrio intègre également la distribution en tant que personnage récurrent[1]. En revanche, Asier Etxeandia décide de s'en aller, épuisé par le rythme qu'impose le tournage[7],[8].
- La série adopte un ton beaucoup plus humoristique lors de cette deuxième saison, afin de "réussir à trouver un public qui recherche autre chose que du drame" selon Tedy Villalba, directeur de la fiction à Antena 3, sans pour autant "mettre de côté les relations entre les professeurs et celles entre les élèves" ajoute Juan Carlos Cueto, producteur exécutif chez Globomedia (es), la société de production de la série[1].
- La saison 2 couvre le premier semestre de la deuxième année d'études des élèves de l'école des Arts de la Scène de Carmen Arranz.

## Distribution

### Acteurs principaux
- Beatriz Rico (VF : Laurence Mongeaud) : Diana de Miguel
- Natalia Millán (VF : Josy Bernard) : Adela Ramos
- Alfonso Lara (VF : Guillaume Lebon) : Juan Taberner
- Víctor Mosqueira (VF : Tanguy Goasdoué) : Cristóbal Souto
- Mónica Cruz (VF : Agnès Manoury) : Silvia Jáuregui
- Beatriz Luengo (VF : Catherine Desplaces) : Dolores « Lola » Fernández
- Dafne Fernández (VF : Adeline Moreau) : Marta Ramos
- Silvia Marty (VF : Valérie Nosrée) : Ingrid Muñoz
- Miguel Ángel Muñoz (VF : Franck Monsigny) : Roberto Arenales
- Pablo Puyol (VF : Anatole de Bodinat) : Pedro Salvador
- Raúl Peña (VF : Didier Cherbuy) : Jerónimo « Jero » Ruiz (à partir de l'épisode 4)
- Pedro Peña (VF : Robert Darmel) : Antonio Milá
- Jaime Blanch (VF : Michel Papineschi) : Gaspar Ruiz
- Lola Herrera (VF : Tania Torrens) : Carmen Arranz

### Acteurs récurrents
- Satur Barrio (VF : Marie-Christine Robert) : Cristina Talaja
- Mario Martín (es) (VF : Alain Choquet) : Román Fernández
- Arantxa Valdivia (VF : Laura Zichy) : Luisa Ruiz
- Ricardo Amador (VF : Pascal Nowak) : Rafael « Rafa »Torres
- Omar Muñoz (VF : Catherine Desplaces) : Jorge Fernández
- Erika Sanz (VF : Stéphanie Hédin) : Erika (non créditée)
- Patricia Arizmendi (VF : Catherine Cipan) : Sonia (non créditée)
- Junior Miguez (VF : Jérémy Prévost) : Junior (non crédité)
- Fanny Gautier (VF : Pauline de Meurville) : Alicia Jáuregui (épisodes 2, 8, 19 à 21)
- Amparo Pamplona (es) : Mère d'Adela et Marta (épisode 9)
- Teresa Manresa : Lucía (épisodes 10 et 11)
- Rafael Amargo (VF : Lionel Melet) : lui-même (épisodes 11, 12, 14 à 16)
- Antonio Hidalgo (es) : Alberto (épisodes 13 et 14)
- José Ángel Egido (VF : Sylvain Lemarié) : Víctor Arenales (épisodes 17, 18 et 21)

### Invités
- Carlos Jean (épisode 2)
- Juanes (épisode 3)
- Rick Guard (en) (épisode 15)
- Patricia Gaztañaga (es) (épisode 16)
- Mayumana (épisode 18)

## Épisodes

### Épisode 1:Sur les chapeaux de roues!
- Espagne : 18 septembre 2002 sur Antena 3[1]
- France : 28 avril 2004 sur M6[2]

- Oh! La Samba - Carlos Jean (scène coupée dans la VF)
- Finally - CeCe Peniston
- More Than Words - Extreme (interprétée par Pablo Puyol)
- Barnaby Slade - Bronco Bullfrog

### Épisode 2:La sanction
- Mein Herr - Liza Minnelli (interprétée par Natalia Millán)
- Le Corsaire: Acte I. Pas de Trois des Odalisques - Adolphe Adam
- Rock This Town - The Brian Setzer Orchestra
- Mr. Dabada - Carlos Jean
- Freak Like Me - Sugababes
- Shake Your Groove Thing - Peaches & Herb

### Épisode 3:La demande en mariage
- Do You Wanna Touch Me (Oh Yeah) - Joan Jett and the Blackhearts
- Shake Your Groove Thing - Peaches & Herb
- A Dios le pido - Juanes

### Épisode 4:Cohabitation difficile
- Take Me Home (A Girl Like Me) - Sophie Ellis-Bextor
- La Chica de Ayer - Enrique Iglesias
- House of Love - East 17
- Alone - Lasgo
- Follow the Leader - The Soca Boys (nl)
- Solomon HWV 67, Acte 3. The Arrival Of The Queen Of Sheba - Georg Friedrich Haendel
- Shine on - JetLag (es)
- Just to See Her - Smokey Robinson

### Épisode 5:L’Anniversaire de Lola
- Money, Money - Joel Grey & Liza Minnelli (interprétée par Pablo Puyol et Natalia Millán)
- Pomp and Circumstance Military Marches, No. 1 en do majeur, Op. 39 - Edward Elgar
- We - Noa (scène coupée dans la VF)
- I Know Where It's At - All Saints
- Le Barbier de Séville : Ouverture - Rossini
- Sweet Freedom - Safri Duo

### Épisode 6:Rock 'n' roll attitude
- After Hours (The Antidote) - Ronny Jordan
- Sweet Freedom - Safri Duo
- Whatever You Want - Status Quo (interprétée par Álex O'Dogherty)
- Aullidos en la Ciudad - Álex O'Dogherty (es) & Alfonso Lara
- Sámbame et Once Again - UPA Dance
- Take the Long Way Home - Supertramp

### Épisode 7:Branle-bas de combat
- Sunburst - Spring Heel Jack
- Once Again - UPA Dance
- Love Never Fails - Sandy & Junior (en)

Bande originale de Cabaret :
- Willkommen - Joel Grey (interprétée par Pablo Puyol)
- Cabaret - Liza Minnelli (interprétée par Beatriz Luengo)

### Épisode 8:Cabaret
- Sunburst - Spring Heel Jack
- Sámbame et Once Again - UPA Dance
- Casse-Noisette, Op. 71, Acte II: No. 14a. Pas de deux - Tchaïkovski
- I Was Made for Lovin' You - Kiss

Bande originale de Cabaret :
- Willkommen - Joel Grey (interprétée par Pablo Puyol)
- Cabaret - Liza Minnelli (interprétée par Beatriz Luengo)

### Épisode 9:Famille, je vous hais!
- I Was Made for Lovin' You - Kiss
- Take Me Home (A Girl Like Me) - Sophie Ellis-Bextor
- We - Noa
- L'ombelico del mondo - Jovanotti
- Shine on - JetLag (es)
- Devil May Care - Diana Krall

### Épisode 10:Rêves de gloire
- Friday Night - S Club 7
- The Fifth of Beethoven - Walter Murphy
- Star - JetLag (es)
- Smile on Fire - Jack Drag (en)
- Once Again - UPA Dance
- Concerto pour mandoline RV 425 en do majeur - Vivaldi
- Take Me Home (A Girl Like Me) - Sophie Ellis-Bextor
- Can't Get You Out of My Head - Kylie Minogue
- Wordy Rappinghood - Tom Tom Club

### Épisode 11:Rien ne va plus
- Fade to Grey - Visage
- Once Again - UPA Dance
- Wordy Rappinghood - Tom Tom Club
- Wiener Blut, Op. 354 - Johann Strauss II
- Symphonie N⁰ 9 en do mineur, Op. 125, Acte IV. Finale - Beethoven
- Sólo ESS3 - Edith Salazar
- All the Things She Said - t.A.T.u.
- Concerto pour piano no. 1 en si bémol mineur, Op.23. Allegro non troppo e molto maestoso - Tchaïkovski
- Tienes que Parar - Luis Fonsi

### Épisode 12:Dilemme
- Stop It (I Like It!) - Rick Guard (en)
- Once Again - UPA Dance
- Maniac - Michael Sembello
- Sólo ESS3 - Edith Salazar

### Épisode 13:Seconde chance
- Runaway - Nuyorican Soul feat. La India
- Pomp and Circumstance Military Marches, No. 1 en do majeur, Op. 39 - Edward Elgar
- Morenita - UPA Dance

Bande originale de La Fièvre du samedi soir :
- Boogie Shoes - KC and the Sunshine Band
- Disco Inferno - The Trammps

### Épisode 14:Stars et stress
- Boogie Shoes - KC and the Sunshine Band
- Round Round - Sugababes
- Morenita - UPA Dance
- Sólo ESS3 - Edith Salazar
- Dame tus Besos - Radio Macandé
- MacArthur Park - Donna Summer

### Épisode 15:Ombre et lumière
- Stop It (I Like It!) et Show Me Yours - Rick Guard (en)
- Carmen : Prélude - Bizet
- More Than Words - Extreme
- MacArthur Park - Donna Summer

### Épisode 16:Volte-face
- Whatta Man - Salt-N-Pepa feat. En Vogue
- Danse hongroise no. 5 en fa dièse mineur. Allegro - Brahms
- Once Again - UPA Dance

### Épisode 17:Dur dur la vie d’artiste...
- What Have You Done for Me Lately - Janet Jackson
- Out Here on My Own - Irene Cara (interprétée par Beatriz Luengo)
- Morenita - UPA Dance

### Épisode 18:Double jeu
- I Love the Nightlife (Disco 'Round) - Alicia Bridges
- Baila Morena et Porque Me Faltas Tú - UPA Dance
- Gloria - The Brian Setzer Orchestra
- Dilemma - Nelly feat. Kelly Rowland

### Épisode 19:Bis repetita
- Symphonie N⁰ 5 en do dièse mineur, Acte IV. Adagietto. Sehr langsam - Gustav Mahler
- I'm Gonna Getcha Good! - Shania Twain
- Once Again - UPA Dance
- Boléro - Maurice Ravel
- He's a Dream - Shandi Sinnamon (en)

### Épisode 20:La zizanie
- Eye in the Sky - Noa
- Disco Inferno - The Trammps
- Tight - INXS
- UPA Mix - UPA Dance

### Épisode 21:Joyeuses Fêtes
- Symphonie N⁰ 6 en si mineur, Op. 74. Pathétique - Tchaïkovski
- Last Dance - Donna Summer (interprétée par Beatriz Luengo)